# فرد ويليس
فرد ويليس (بالإنجليزية: Fred Willis)‏ هو لاعب كرة قدم أمريكية أمريكي، ولد في 9 ديسمبر 1947 في ناتيك في الولايات المتحدة.

## وصلات خارجية
- فرد ويليس على موقع مرجع كرة القدم المحترفة.كوم (الإنجليزية)